# Кубла-Устюрт
Кубла-Устюрт (до 1 вересня 1996 року — Комсомольськ-на-Устюрті; узб. Қубла-Устюрт, Qubla-Ustyurt) — село в Узбекистані, у Кунградському районі Республіки Каракалпакстан.
Населення 520 мешканців (перепис 1989).
Розташоване на плато Устюрт, за 141 км на північ від Кунграда.
До початку 2010-х років мало статус міського селища.